# 600.11
600.11 — советский и российский типовой проект домов крупнопанельного домостроения.

## Описание

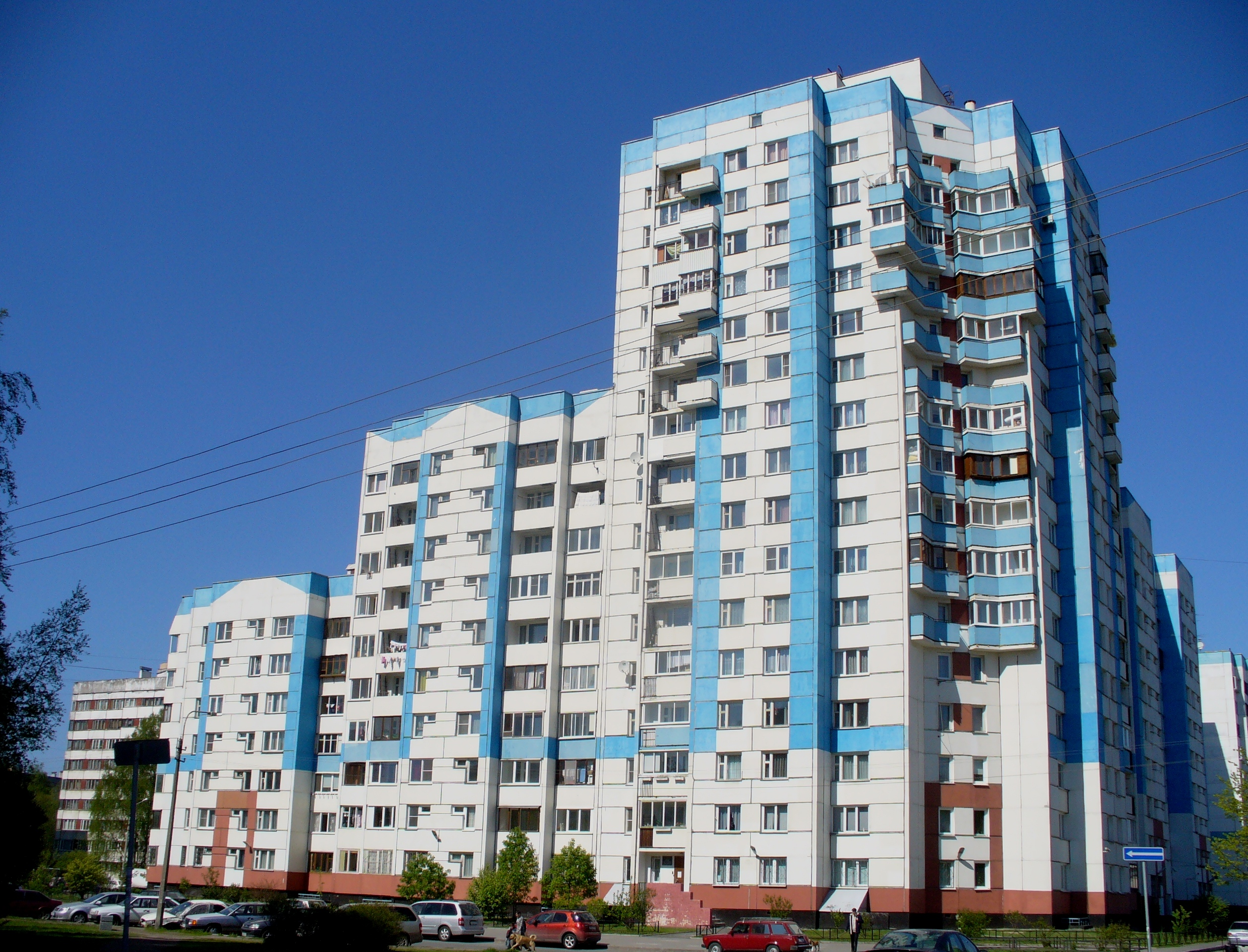
16-этажный дом серии 600.11

Серия 600.11 разрабатывалась для Автовского ДСК-3 на замену серии 1ЛГ-600. Главной особенностью серии являлись Г-образные окна кухонь. В форточку можно было поместить стандартный советский кондиционер. Дома серии начали строиться в 1982 году — в это время строительство домов «классической» серии 1ЛГ-600 в Ленинграде было прекращено. Этой десятиэтажной серией чаще всего жёлтого цвета застраивался микрорайон около Парка имени 300-летия Санкт-Петербурга, единично в других районах, а также несколько кварталов в пригородах — Пушкине и Петродворце.
С 2001 года выпуск домов претерпел изменения: увеличились площади квартир, окна кухонь стали просто двухстворчатыми, началась установка грузопассажирских лифтов. С 2012 года некоторые дома строились в 11 этажей и, как следствие, с уменьшенной высотой технического этажа. На проспекте Наставников в 2002 и 2004 годах построены два 10-17-этажных жилых дома из изделий серии.
Дома серии построены в Санкт-Петербурге, Ленинградской области, Твери, Петрозаводске, Новом Уренгое, Нефтеюганске, Минской области Белоруссии (Марьина Горка), а также в городе Висагинас (Литва).

### Фотогалереи и базы данных
- Список домов серии 1Лг-600.11.